# Venezolana (aerolínea)
Venezolana es una aerolínea de Venezuela fundada en el año 2001, tiene diversos vuelos nacionales desde Caracas y Maracaibo, además de vuelos internacionales hacia Panamá y República Dominicana. Operaba dos tipos de aeronaves: Boeing 737-200 y McDonnell Douglas MD-80.
A comienzos del año 2014 la empresa tuvo problemas con todos sus vuelos por falta de equipos; causado por el atraso de CADIVI en la entrega de divisas a las aerolíneas nacionales e internacionales, a raíz de esto la aerolínea no pudo comprar equipos ni repuestos por lo que en enero de 2014 la autoridad aeronáutica venezolana, el INAC, ordenó que todas sus aeronaves permanecieran en tierra. Para el segundo semestre de 2014 Venezolana ya había superado todos sus contratiempos reactivando todas sus rutas y para mediados de 2015 abrió más destinos internacionales: Maracaibo-Sto. Domingo, Maracaibo-Cartagena y Maracaibo-Medellín.

## Flota
La flota está compuesta por las siguientes aeronaves:
| Aeronave                | Activas | Pedidos | Estacionados | Pasajeros                                         | Pasajeros                                         | Pasajeros                                         | Matrículas                                        | Antigüedad                                        | Notas                                             |
| Aeronave                | Activas | Pedidos | Estacionados | C                                                 | Y                                                 | Total                                             | Matrículas                                        | Antigüedad                                        | Notas                                             |
| ----------------------- | ------- | ------- | ------------ | ------------------------------------------------- | ------------------------------------------------- | ------------------------------------------------- | ------------------------------------------------- | ------------------------------------------------- | ------------------------------------------------- |
| Boeing 737-200          | 1       | —       | —            | —                                                 | 117                                               | 117                                               | YV3471                                            | 47,1 años                                         |                                                   |
| McDonnell Douglas MD-83 | 1       | —       | —            | 16                                                | 134                                               | 150                                               | YV3499                                            | 39,1 años                                         |                                                   |
| McDonnell Douglas MD-88 | —       | —       | 1            | —                                                 | 166                                               | 166                                               | YV649T                                            | 35,4 años                                         | Estacionado en MAR desde 2023                     |
| Total                   | 2       | —       | 1            | Edad media de la flota (abril de 2025): 40,5 años | Edad media de la flota (abril de 2025): 40,5 años | Edad media de la flota (abril de 2025): 40,5 años | Edad media de la flota (abril de 2025): 40,5 años | Edad media de la flota (abril de 2025): 40,5 años | Edad media de la flota (abril de 2025): 40,5 años |

### Flota histórica
| Aeronaves               | Total | Introducido | Retirado | Matriculas                                              |
| ----------------------- | ----- | ----------- | -------- | ------------------------------------------------------- |
| Boeing 737-200          | 7     | 2006        | —        | YV295T, YV296T, YV287T, YV302T, YV3474, YV535T y YV513T |
| McDonnell Douglas MD-82 | 1     | 2013        | —        | YV3475                                                  |
| BAe Jetstream 31        | 5     | 2002        | 2007     | YV179T, YV180T, YV-1083C, YV-1084C y YV-1085C           |
| BAe Jetstream 41        | 5     | 2006        | 2018     | YV294T, YV293T, YV280T, YV283T y YV270T                 |

## Destinos
| Países    | Destinos                  | Aeropuertos                                         | Desde                             |
| --------- | ------------------------- | --------------------------------------------------- | --------------------------------- |
| Venezuela | Barquisimeto, Lara        | Aeropuerto Internacional Jacinto Lara               | Caracas y Porlamar                |
| Venezuela | Ciudad Guayana, Bolivar   | Aeropuerto Internacional Manuel Carlos Piar         | Maracaibo                         |
| Venezuela | Caracas, Distrito Capital | Aeropuerto Internacional de Maiquetía Simón Bolívar | HUB                               |
| Venezuela | Las Piedras, Falcón       | Aeropuerto Internacional Josefa Camejo              | Caracas                           |
| Venezuela | Maracaibo, Zulia          | Aeropuerto Internacional de La Chinita              | HUB                               |
| Venezuela | Porlamar, Nueva Esparta   | Aeropuerto Internacional del Caribe Santiago Mariño | Caracas, Barquisimeto y Maracaibo |

### Antiguos destinos
| Países                  | Destinos                                    | Aeropuertos                                              | Desde             |
| ----------------------- | ------------------------------------------- | -------------------------------------------------------- | ----------------- |
| Aruba                   | Oranjestad                                  | Aeropuerto Internacional Reina Beatrix                   | Maracaibo         |
| Colombia                | Cartagena de Indias                         | Aeropuerto Internacional Rafael Núnez                    | Maracaibo         |
| Colombia                | Medellín                                    | Aeropuerto Internacional José María Córdova              | Maracaibo         |
| México                  | Cancún                                      | Aeropuerto Internacional de Cancún                       | Caracas           |
| Trinidad y Tobago       | Puerto España                               | Aeropuerto Internacional de Piarco                       | Caracas y Maturín |
| Venezuela               | Caracas                                     | Panama                                                   |                   |
| Venezuela               | Barcelona                                   | Aeropuerto Internacional General José Antonio Anzoátegui | Caracas           |
| Venezuela               | Ciudad Guayana                              | Aeropuerto Internacional Manuel Piar                     | Caracas           |
| San Antonio del Táchira | Aeropuerto Internacional Juan Vicente Gómez | Maracaibo                                                |                   |